# Hesydrus aurantius
Hesydrus aurantius là một loài nhện trong họ Trechaleidae.
Loài này thuộc chi Hesydrus. Hesydrus aurantius được Cândido Firmino de Mello-Leitão miêu tả năm 1942.